# La Vache orange
 (juin 2017).
Si vous disposez d'ouvrages ou d'articles de référence ou si vous connaissez des sites web de qualité traitant du thème abordé ici, merci de compléter l'article en donnant les références utiles à sa vérifiabilité et en les liant à la section « Notes et références ».
 (juin 2017).
- Si vous ne connaissez pas le sujet, laissez ce bandeau (vous pouvez alors contacter les auteurs).
- Si vous supprimez le contenu mis en cause (vous pouvez préalablement contacter les auteurs),

argumentez précisément cette suppression dans la page de discussion
(un manque de référence n'est pas un argument ; une recherche réelle de référence doit avoir été effectuée, être formellement documentée).
La Vache orange est un conte français de Nathan Hale, publié en 1943 dans la collection du Père Castor et toujours utilisé de nos jours par les parents et les enseignants.

## Les auteurs
De manière étonnante, l'auteur initial de ce livre pour enfants est lui-même un enfant. Christopher Hale, âgé de huit ans, écrivit et illustra sur un carnet la version source de cette histoire.
Son père, qui était directeur d'un établissement scolaire aux États-Unis conçu pour des enfants à fort potentiel, en envoya en 1938 le texte à Paul Faucher, pédagogue, créateur en 1924 du Bureau Français de l'éducation, et à cette époque membre de la commission des loisirs de l'enfant au Ministère de la Santé publique. Les deux hommes étaient membres du Mouvement International de l'Éducation Nouvelle, d'où l'idée de Nathan Hale de proposer à Paul Faucher de faire de ce projet un album pour enfants.
Il fallut, du fait de la guerre, attendre 1943 pour que l'ouvrage paraisse, en même temps que son ouvrage jumeau, Le Cheval bleu, avec des illustrations dues à Mme Leblond. En 1959, Lucile Butel est chargée de reprendre les illustrations en vue d'une édition révisée faisant appel à un nouveau procédé de reproduction, la quadrichromie.

## L’histoire
La vache orange de M. Leblanc fait une fugue. A un renard qui passe, elle s'avoue malade. Le renard l'emporte chez lui sur son dos et tente de la soigner. À peine mise au lit, elle a faim et dévore sa paillasse. Le renard lui fait à dîner puis la couche. La nuit, elle est réveillée par un cauchemar où un train la menace. Le renard d'abord lui aussi effrayé, la réconforte. Le matin, elle est convalescente, fait sa toilette et prend son petit déjeuner avec appétit. Le renard lit une annonce dans le journal, signalant la fugue de la vache. Il la reconduit chez M. Leblanc, qui les récompense tous deux.

## Les versions successives
Les illustrations ont évolué avec le temps. Le texte aussi, qui a été adapté aux circonstances de la vie des enfants qui, du petit américain de 1938 à l'européen francophone de 1990, ont évolué.
Une version diffusée au Québec en 1993 a fait appel à un troisième illustrateur. 
Il existe aujourd'hui une version audiovisuelle, réunion d'un livret et d'un cédérom.

## Analogie directrice
Le script de l'album aurait été présenté à Paul Faucher par Nathan Hale comme la transposition, à l'intérieur du couple animalier, des questions que se pose un enfant sur le monde hors de sa maison, et les réponses qu'il attend de la figure parentale, ici incarnée par le renard. Le concept de vache orange, animal à la fois réel et fictif, évoquerait la singularité dont l'enfant se sent porteur.

## Dans la culture
Sauf indication contraire ou complémentaire, les informations mentionnées dans cette section proviennent du générique de fin de l'œuvre audiovisuelle présentée ici.
- A la 19e minute du film Tonnerre, on distingue Vincent Macaigne tenant dans ses mains le livre pour enfants La Vache orange.